# Liparis alavensis
Liparis alavensis là một loài thực vật có hoa trong họ Lan. Loài này được P.J.Cribb & Whistler mô tả khoa học đầu tiên năm 2004.